# Sabanejewia balcanica
Sabanejewia balcanica és una espècie de peix de la família dels cobítids i de l'ordre dels cipriniformes.
Els adults poden assolir 9 cm de llargària. Fresa a la primavera. Viu en zones de clima temperat. a Romania, Bòsnia, Polònia, Ucraïna, Rússia, Grècia
i Turquia.